# Dede Camara
Dede Camara (ur. 22 lipca 1991 r. we Fria) – gwinejska pływaczka, uczestniczka igrzysk olimpijskich. 

## Życiorys

### Igrzyska Olimpijskie
Na igrzyskach olimpijskich dwudziestojednoletnia Camara wystąpiła tylko raz - podczas XXX Letnich Igrzysk Olimpijskich w 2012 roku w Londynie. Wzięła udział w jednej konkurencji pływackiej. Na dystansie 100 metrów stylem klasycznym wystartowała w pierwszym wyścigu eliminacyjnym. Z czasem 1,39 zajęła w nim szóste miejsce, a ostatecznie, w rankingu ogólnym, uplasowała się na czterdziestym szóstym miejscu. 